# Априлијана Суд (Латина)
Априлијана Суд је насеље у Италији у округу Латина, региону Лацио.
Према процени из 2011. у насељу је живело 146 становника. Насеље се налази на надморској висини од 53 м.